# Sambass
La sambass (drum 'n' bossa, drum 'n' sambass (un mélange des mots « samba » et « basse »), ou drum and bass brésilien) est un sous-genre musical régional de la drum and bass ayant émergé au Brésil mêlant le rythme drum and bass à la musique latine.
Les musiciens populaires du genre incluent DJ Marky, DJ Patife, XRS Land, Drumagick, Bungle, Marcelinho da Lua, Kaleidoscopio et DJ Roots ; les albums les plus populaires du genre sont les quatre volets de la compilation Sambass publiés par le label italien Cuadra. Sambass Vol. 4 est très bien accueilli à l'échelle internationale.